# Unione del Centro Democratico (Argentina)
L'Unione del Centro Democratico (in spagnolo: Unión del Centro Democrático, UCD o UCeDé) è un partito politico conservatore di centro-destra e di tendenza liberale economica dell'Argentina. Fu fondato nel 1982 da Alvaro Alsogaray, che si era presentato senza successo alle elezioni presidenziali  1983 e del 1989 e rappresentava l'élite conservatrice, i tecnocrati, così come i liberali classici. Nel 1989, l'UceDé era emersa come la terza forza politica a livello nazionale, dopo i tradizionali principali partiti (Partito Giustizialista, PJ e Unione Civica Radicale, UCR).
Carlos Menem, esponente della crescente ala pro-mercato all'interno dell'ex PJ peronista, vinse le elezioni del 1989. UCeDé concluse un'alleanza con l'amministrazione guidata dai giustizialisti che aveva solo una stretta maggioranza nella Camera dei deputati e diede un importante sostegno alle sue politiche di privatizzazione e riforme economiche liberali, Alsogaray, che era stato un oppositore del peronismo tradizionale, divenne il principale consigliere politico dell'amministrazione e sua figlia María Julia segretaria delle risorse naturali e la principale responsabile della privatizzazione della società pubblica di telecomunicazioni ENTel. Nelle successive elezioni presidenziali, l'UCeDé ha appoggiato Carlos Menem.
A partire dal 2015, l'UCeDé si è sciolto come partito nazionale, ma è ancora attivo a Buenos Aires, dove è stato incorporato nel partito PRO e nell'alleanza elettorale di Cambiemos. A Córdoba, il partito fa parte dell'alleanza dell'Unione di Córdoba.